# Volo Pan Am 73 (film)
Volo Pan Am 73 (Neerja) è un film del 2016 diretto da Ram Madhvani.
Film bollywoodiano di genere biografico-thriller, è stato girato in lingua hindi, scritto da Saiwyn Quadras e interpretato da Sonam Kapoor, Shabana Azmi e Shekhar Ravjiani.
Il film narra la reale vicenda dell'assistente di volo Neerja Bhanot che, nel 1986, si oppose eroicamente a un gruppo di terroristi che tentarono di dirottare il volo internazionale Pan Am 73, presso lo scalo aeroportuale di Karachi, in Pakistan.

## Trama
Neerja Bhanot è una modella indiana e giovane hostess che lavora per una compagnia di viaggi intercontinentali: la Pan Am. La ragazza, reduce da un matrimonio infelice, aspira a continuare a fare sia la modella sia l'assistente di volo, frequentando i corsi di addestramento. È molto amata dai genitori, dai fratelli e dall'amico di una vita, che prova per lei anche un amore sincero e pulito.
Durante il volo intercontinentale Pan Am 73, diretto a Francoforte sul Meno e poi a New York City, Stati Uniti, il velivolo subisce un assalto a terra da parte di un gruppo di uomini armati, durante lo scalo aeroportuale a Karachi, in Pakistan.

Mentre i piloti dell'aereo riescono a darsi alla fuga da un passaggio secondario dell'aereo verso la pista di atterraggio, i terroristi tengono in ostaggio per svariate ore l'equipaggio e i circa 350 passeggeri. Nell'attesa dell'invio di nuovi piloti, nella speranza di decollare per l'isola di Cipro, i dirottatori infliggono numerose violenze sull'equipaggio e, in particolare, uccideranno due persone. 
L'equipaggio si trova quindi a cercare di tranquillizzare le persone a bordo, mentre col passare dei minuti, e le richieste dei terroristi inascoltate, la tensione sale sempre di più. La capo-assistente di volo Neerja si distinguerà non solo per i tentativi di mediare e tranquillizzare la situazione, ma soprattutto per il coraggio e l'eroismo nei confronti del prossimo.

### Differenze con la realtà
- Nel film, i terroristi a bordo dell'aereo sono tre, nella realtà furono quattro. Inoltre, alla fine si racconta che essi furono condannati al carcere a vita, senza tuttavia specificare che nel 2008 tre di loro riuscirono a evadere dal carcere in Pakistan.
- La storia del bambino al quale Neerja bisbiglia l'ultimo messaggio prima di morire non viene testimoniata dalla vicenda reale. Nel film, il messaggio riportato a Rama, la madre di Neerja, è "Pushpa...", una parola intesa con la frase intera in lingua hindi "Pushpa (ovvero "fiorellino"), non voglio vedere quelle lacrime, odio le lacrime...", un'espressione molto famosa in India, tratta dal film drammatico bollywoodiano Amar Prem, con Rajesh Khanna, del 1972.

## Colonna sonora
La musica è stata composta da Vishal Khurana con testi di Prasoon Joshi. La prima canzone del film, è stata Jeete Hain Chal, pubblicata il 26 gennaio 2016.
1. Kavita Seth, Arun Ingle, Mandar Apte, R.N. Iyer, Archana Gore, Mayuri Patwardhan, Pragati Mukund Joshi, Vishal Khurana – Jeete Hain Chal – 4:09
2. K. Mohan, Neha Bhasin – Aankhein Milayenge Darr Se – 2:57
3. Shekhar Ravjiani – Gehra Ishq – 3:27
4. Sunidhi Chauhan – Aisa Kyun Maa – 3:40

Durata totale: 14:13